# Günter Albrecht (Physiker)

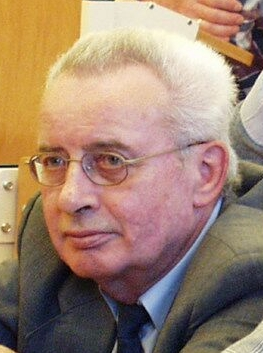
Günter Albrecht (2002)

Günter Albrecht (* 14. Februar 1930 in Greußen, Landkreis Sondershausen; † 19. Oktober 2015 in Jena) war ein deutscher experimenteller Physiker, der sich mit Festkörperphysik, Tieftemperaturphysik und Supraleitung beschäftigt.

## Leben
Seit 1957 arbeitete Günter Albrecht am Physikalischen Institut der Universität Jena unter der Leitung von Professor Wilhelm Schütz, wo er 1962 seine Dissertation zur Röntgenstrukturanalyse zur Aufklärung chemischer Bindungen anfertigte. 1967 legte er seine Habilitationsschrift zur Elektronenstruktur von metallorganischen Komplexverbindungen und Übergangsmetall-Hydriden vor.
1968 wurde er Dozent und war von 1969 bis 1978 ordentlicher Professor für Angewandte Physik. Er baute die Abteilung (ab 1973 als Wissenschaftsbereich) „Detektorenphysik“ (heute AG Tieftemperaturphysik am Institut für Festkörperphysik der Physikalisch-Astronomischen Fakultät der Universität Jena) auf. Seine Arbeiten zur Tieftemperaturphysik / Festkörperphysik konzentrierten sich auf supersensitive Messverfahren auf Grundlage der Supraleitung (Supraleitendes Bolometer, SQUID) bis hin zu Anwendungen im Biomagnetismus (erstes Magnetokardiogramm 1978) sowie auf das Josephson-Spannungsnormal zur Darstellung der SI-Einheit Volt.
1970–73 war er Direktor der Sektion Physik der FSU Jena und erhielt 1974 den Nationalpreis III. Klasse für Wissenschaft und Technik gemeinsam mit Franz Klapper, Hans-Joachim Köhler, Joseph Müller und Wolfgang Richter für „die Erforschung supraleitender Schichtprozesse, ihre Mikrostrukturierung und deren Anwendung in der Messtechnik“. 1978 wurde er korrespondierendes und 1981 ordentliches Mitglied der Akademie der Wissenschaften der DDR und bekam 1979 die Berufung zum Leiter des Forschungsbereichs Physik, Kern- und Werkstoffwissenschaften der Akademie der Wissenschaften der DDR (AdW) Berlin zur Koordinierung der „Komplexen Forschungsaufgaben“ zur Mikroelektronik, Lichtleiter-Nachrichtenübertragung, Laser-Technologien und Hochtemperatursupraleitung. Von 1982 bis 1984 war er zugleich Gründungsdirektor des Physikalisch-Technischen Institutes (PTI) der AdW in Jena (heute Institut für Photonische Technologien).
1988–91 war er Sekretär der Klasse Technische Wissenschaften der AdW und deren Vizepräsident.
Seit 1993 war er im Ruhestand, beriet aber weiterhin öffentliche Einrichtungen und private Unternehmen in wissenschaftlichen Fragen, etwa zu theoretischen Fragen isotopenreiner Materialien in der Mikroelektronik. Er war Mitglied der Leibniz-Sozietät e. V. Berlin. 1986 verlieh ihm die Technische Universität Karl-Marx-Stadt die Ehrendoktorwürde.
Günter Albrecht war seit 1954 in erster Ehe verheiratet und hatte zwei Kinder.

## Schriften
- Röntgen-Kristallstruktur-Untersuchungen an einigen Tris-2.2'-Dipyridyl-Komplexverbindungen von Übergangsmetallen der Eisenreihe zur Aufklärung der chemischen Bindung, Dissertationsschrift, Universität Jena, 1962
- Untersuchungen zur Aufklärung der Elektronenstruktur und der elektronischen Wechselwirkung von Übergangsmetall-Hydriden unter besonderer Berücksichtigung von Chrom-Hydrid, Habilitationsschrift, Universität Jena, 1967
- mit W. Richter: Thin film superconducting quantum interferometers, Cryogenics 15 (1975) 148, doi:10.1016/0011-2275(75)90186-1
- mit W. Richter, K. Blüthner, H.-J. Köhler: Thin film DC SQUID with transformer, physica status solidi (a) 44 (1977) K99, doi:10.1002/pssa.2210440168
- mit F. Dettmann, W. Richter, W. Zahn: A monolithic thin film DC-SQUID, physica status solidi (a) 51 (1979) K185, doi:10.1002/pssa.2210510263
- Physikalische Grenzen der Miniaturisierung integrierter Schaltungen. In: Sitzungsberichte der Akademie der Wissenschaften der DDR. Band 21, Akademie-Verlag, Berlin 1980
- mit  A. Hilbert, G. Kirsch, H. Nowak, W. Vodel, H.-G. Zach: Application of flat dc-thin film SQUID's and technique for biomagnetic measurements, Cryogenics 21 (1981) 607, doi:10.1016/0011-2275(81)90231-9
- mit W. Richter, P. Weber: Properties of niobium-based Josephson tunneling elements in junction microstructures, Journal of Low Temperature Physics 48 (1982) 61, doi:10.1007/BF00681718
- mit W. Krech, H.-G. Meyer, H. Nowak, V. Schultze, P. Seidel: Tieftemperaturphysik in Jena – Geschichte, Gegenwart und Zukunft. In: Jenaer Jahrbuch zur Technik- und Industriegeschichte., Bd. 9. Glaux, Jena 2006, S. 505–534